# 조지프 브래컨 리
조셉 브래큰 리(Joseph Bracken Lee, 1899년 1월 7일 ~ 1996년 10월 20일)는 미국의 공화당계 정치인이다.
그는 유타주 프라이스에서 아서 J 리와 아이다 리 사이에서 태어났다. 리가 5살이었을 때 콜로라도주의 프루이타로 이사 가서 프라이스로 조셉이 8학년이 되어 돌아올 때까지 지냈다. 1차 대전 동안 조셉은 고등학교 졸업을 포기하고 전선에 뛰어들었다. 캘리포니아에서 훈련을 받는 동안 미군은 조셉이 군인이 요하는 대인 기술을 가졌다고 믿어서 캘리포니아에 남겨뒀는데 전장에 가길 원했던 조셉은 이를 처음엔 안타깝게 여겼다. 전후에 조셉은 정치계에 입문하기 전까지 프라이스에서 아버지와 함께 보험업을 했다. 1920년 조셉은 넬리 페이스와 결혼했다. 2년 후 넬리는 폐렴과 호지킨병 등에 걸려서 1926년에 사망했다. 넬리를 치료할 때 들어간 돈때문에 조셉은 엄청난 빚을 떠안게 됐다. 빚을 다 갚고 조셉우 집을 임대에 팔아넘겼다. 조셉은 절약하기 위해 하루에 햄버거하나와 1리터의 우유만 먹으며 하루 하루를 버텨왔고 그 간 딸은 조모와 같이 살았다. 1928년 2월 23일 마거렛 드레이퍼와 재혼했고 1930년 아들 제임스, 1935년 딸 존, 1944년 아들 리차드를 낳았다. 조셉은 1931년 프라이스 시장 선거에서 첫 낙방한 다음 1935년에 당선됐다. 1949년부터 1957년 유타주지사를 지냈는데 재정을 잘 관리한다는 평가를 주로 받아왔다. 1949년부터 1957년까지 2차의 임기에 걸쳐 9대 유타주 프라이스의 장, 1958년에서 1964년엔 상원의원, 1960년부터 1971년까진 27대 솔트레이크시티 시장을 지냈다. 조셉은 1996년 사망하였는데 역대 유타주지사들 중 97년 215일로 가장 오래 살았다. 또한 그는 프리메이슨의 회원이기도 했다.

## 역대 선거 결과
| 선거명      | 직책명                    | 대수 | 정당   | 득표율 | 득표수    | 결과 | 당락                     |
| ----------- | ------------------------- | ---- | ------ | ------ | --------- | ---- | ------------------------ |
| 1942년 선거 | 하원의원 (유타 제1선거구) | 78대 | 공화당 | 49.81% | 36,028표  | 2위  | 낙선                     |
| 1944년 선거 | 유타 주지사               | 8대  | 공화당 | 49.79% | 122,851표 | 2위  | 낙선                     |
| 1948년 선거 | 유타 주지사               | 9대  | 공화당 | 54.99% | 151,253표 | 1위  | 유타 주지사 당선         |
| 1952년 선거 | 유타 주지사               | 9대  | 공화당 | 55.09% | 180,516표 | 1위  | 유타 주지사 당선         |
| 1956년 선거 | 유타 주지사               | 10대 | 무소속 | 28.37% | 94,428표  | 3위  | 낙선                     |
| 1958년 선거 | 상원의원 (유타 제1부)     | 86대 | 무소속 | 26.44% | 77,013표  | 3위  | 낙선                     |
| 1959년 선거 | 솔트레이크시티 시장       | 27대 | 무소속 | 54.87% | 33,307표  | 1위  | 솔트레이크시티 시장 당선 |
| 1963년 선거 | 솔트레이크시티 시장       | 27대 | 무소속 | 65.42% | 32,989표  | 1위  | 솔트레이크시티 시장 당선 |
| 1967년 선거 | 솔트레이크시티 시장       | 27대 | 무소속 | 50.29% | 25,715표  | 1위  | 솔트레이크시티 시장 당선 |